# Princesas Rojas
Princesas Rojas es una película costarricense dirigida por Laura Astorga y estrenada en 2013.

## Reparto
- Fernando Bolaños como Felipe.
- María José Callejas como Floria.
- Valeria Conejo como Claudia
- Aura Dinarte como Antonia.
- Ivette Guier como Cora.